# Miho Hatori
Miho Hatori (Tokyo, 5 aprile 1970) è una cantante giapponese, meglio conosciuta come la vocalist del gruppo statunitense Cibo Matto.

## Biografia
Miho si trasferì a New York, negli Stati Uniti intorno al 1993 per approfondire la conoscenza della lingua inglese. Nello stesso periodo continuava a portare avanti saltuariamente i suoi impegni come DJ. La prima band di New York della quale ha fatto parte era un gruppo punk chiamato Leitoh Lychee, in cui prestava la sua voce e utilizzava il violino tramite un sistema di pedali distorsori. Fu proprio durante il suo periodo con le Leitoh Lychee che Miho conobbe la cofondatrice delle Cibo Matto, Yuka Honda, nel 1994. Le Cibo Matto hanno pubblicato due album, Viva! La Woman del 1996 e Stereo * Type A, del 1999. Miho ha contribuito con la sua voce anche nell'album Into the sun del suo compagno di band Sean Lennon, del 1998. Da allora le Cibo Matto si sono sciolte.
Mentre le Cibo Matto erano in tour con Beck, Miho e il chitarrista di Beck Smokey Hormel scoprirono di avere la passione comune per la bossa nova e la samba, passione che fu la base per il loro progetto musicale in stile brasiliano chiamato Smokey&Miho. Nel 2001 Miho ha collaborato con i Gorillaz, con i quali cantava sotto il doppiaggio del personaggio immaginario e chitarrista "Noodle". Altre sue collaborazioni includono Handsome Boy Modeling School, Stephin Merritt's The 6ths, The Baldwin Brothers, The Beastie Boys, Blackalicious, Peter Daily, Greg Kurstin (Action Figure Party), Forró in the Dark, John Zorn, e The Incredible Moses Leroy.
Miho ha anche lavorato come solista e il suo primo album Ecddysis è stato pubblicato in Giappone il 21 ottobre 2005. Il 24 ottobre 2006, Ecdysis ha visto la pubblicazione anche in Europa e negli Stati Uniti. Appare anche nel videogioco Jet Set Radio future per Xbox (seguito di Jet Set Radio) come protagonista di un gruppo di ragazze skaters; anche la canzone Birthday Cake dei Cibo Matto è stata utilizzata nello stesso videogioco.